# 빕스
빕스(VIPS)는 CJ푸드빌의 스테이크 및 샐러드바 브랜드이며 스테이크, 샐러드바 등이 제공되는 패밀리 레스토랑이다. 대한민국에서는 처음으로 패밀리 레스토랑에 샐러드바 형식을 도입하였다. VIPS는 "Very Important Person's Society"의 약자로 "고객 한 분 한 분을 소중하게 모시겠다."는 의미이다.

## 매장
1호 매장은 1997년 문을 연 서울 등촌점이다.
2015년 기준으로 대한민국에 112개의 체인점이 있었으나. 2018년 61개 , 2019년 12월 45개로 줄었다.

## 같이 보기
- 아웃백 스테이크하우스
- 애슐리